# Žrnovo
Žrnovo je naselje z okoli 1.300 prebivalci na otoku Korčuli (Hrvaška), ki upravno spada pod mesto Korčula, ki je del Dubrovniško-neretvanske županije.

## Geografija
Naselje leži v notranjosti vzhodnega dela otoka, ob cesti, ki pelje iz Korčule priti Veli Luki.

## Naselja
Kraj Žrnovo sestavljajo naslednji zaselki: Brdo, Prvo Selo, Kampuš in Postrana.

## Gospodarstvo
Prebivalci Žrnova se ukvarjajo s poljedelstvom, gojenjem oljk,
vinogradništvom in turizmom. Družine iz Žrnova so postavile v zalivih Pelješkega kanala številne turistične najemne hiše in avtokampe.

## Zgodovina
V starih listinah se cerkev sv. Vida prvič omenja leta 1300. Župnijska cerkev sv. Martina je bila postavljena 1329. V cerkvi hranijo pozlačen križ iz 15. stoletja. V samem naselju je nekaj baročnih hiš z napisi in grbi iz 17. in 18. stoletja.

## Demografija
| Pregled števila prebivalcev po letih | Pregled števila prebivalcev po letih | Pregled števila prebivalcev po letih | Pregled števila prebivalcev po letih | Pregled števila prebivalcev po letih | Pregled števila prebivalcev po letih | Pregled števila prebivalcev po letih | Pregled števila prebivalcev po letih | Pregled števila prebivalcev po letih | Pregled števila prebivalcev po letih | Pregled števila prebivalcev po letih | Pregled števila prebivalcev po letih | Pregled števila prebivalcev po letih | Pregled števila prebivalcev po letih | Pregled števila prebivalcev po letih |
| ------------------------------------ | ------------------------------------ | ------------------------------------ | ------------------------------------ | ------------------------------------ | ------------------------------------ | ------------------------------------ | ------------------------------------ | ------------------------------------ | ------------------------------------ | ------------------------------------ | ------------------------------------ | ------------------------------------ | ------------------------------------ | ------------------------------------ |
| 1857                                 | 1869                                 | 1880                                 | 1890                                 | 1900                                 | 1910                                 | 1921                                 | 1931                                 | 1948                                 | 1953                                 | 1961                                 | 1971                                 | 1981                                 | 1991                                 | 2001                                 |
| 969                                  | 1152                                 | 1385                                 | 1645                                 | 1606                                 | 1781                                 | 1781                                 | 1592                                 | 1439                                 | 1501                                 | 1427                                 | 1363                                 | 1184                                 | 1267                                 | 1296                                 |